# A Girl Must Live
A Girl Must Live is een Britse filmkomedie uit 1939 onder regie van Carol Reed.

## Verhaal
Een meisje loopt weg  en sluit zich onder een valse naam aan bij een dansgroep. Wanneer ze horen dat een rijke vrijgezel na jaren in het buitenland weer naar huis terugkeert, zijn er drie vrouwen geïnteresseerd in de man.

## Rolverdeling
| Acteur             | Personage             |
| ------------------ | --------------------- |
| Margaret Lockwood  | Leslie James          |
| Renee Houston      | Gloria Lind           |
| Lilli Palmer       | Clytie Devine         |
| George Robey       | Horace Blount         |
| Hugh Sinclair      | Graaf van Pangborough |
| Naunton Wayne      | Hugo Smythe           |
| Moore Marriott     | Bretherton Hythe      |
| Mary Clare         | Mevrouw Wallis        |
| David Burns        | Joe Gold              |
| Kathleen Harrison  | Penelope              |
| Drusilla Wills     | Juffrouw Polkinghome  |
| Wilson Coleman     | Mijnheer Joliffe      |
| Helen Haye         | Tante Primrose        |
| Frederick Burtwell | Hodder                |
| Muriel Aked        | Mevrouw Dupont        |